# Aplodon
Aplodon là một chi rêu trong họ Splachnaceae.